# Aquila (gènere)
Aquila és un gènere d'ocells de la família dels accipítrids (Accipitridae). Està format per les àguiles més típiques. Són grans rapinyaires, amb el tars cobert de plomes.

## Taxonomia
Segons la classificació del Congrés Ornitològic Internacional versió 12,2, 2022, es reconeixen 11 espècies dins aquest gènere:
- Àguila imperial ibèrica (Aquila adalberti)
- Àguila de Cassin (Aquila africana)
- Àguila audaç (Aquila audax)
- Àguila daurada (Aquila chrysaetos)
- Àguila cuabarrada (Aquila fasciata)
- Àguila de Gurney (Aquila gurneyi)
- Àguila imperial oriental (Aquila heliaca)
- Àguila d'estepa (Aquila nipalensis)
- Àguila emmantellada (Aquila spilogaster)
- Àguila rapaç (Aquila rapax)
- Àguila de Verreaux (Aquila verreauxii)